# Bernard Tellegen
Bernard D.H. Tellegen (Winschoten, 24 de junho de 1900 – Eindhoven, 30 de agosto de 1990) foi um engenheiro elétrico dos Países Baixos. Inventou o pentodo e o gyrator. É também conhecido por um teorema em teoria dos circuitos, o teorema de Tellegen.